# Мануел Орантес
Мануел Орантес Корал (шп. Manuel Orantes Corral, 6. фебруар 1949) је бивши шпански тенисер.

## Каријера
Орантес је најпознатији по освајању титуле на УС Опену 1975. године, када је у финалу победио тадашњег браниоца титуле Џимија Конорса. Победио је на Тенис мастерс купу 1976. године. У финалу је савладао пољског тенисера Војтека Фибака у пет сетова. За шпанску Дејвис куп репрезентацију наступао је од 1967. до 1980. Током каријере је освојио 33 титуле у појединачној конкуренцији, освојио је и 22 титуле у паровима. Године 2012. Орантес је примљен у тениску Кућу славних.

## Гренд слем финала

### Победник
| Година | Турнир  | Противник   | Резултат      |
| 1975   | УС Опен | Џими Конорс | 6–4, 6–3, 6–3 |

### Вицешампион
| Година | Турнир      | Противник  | Резултат                   |
| 1974   | Ролан Гарос | Бјорн Борг | 6–2, 7–6(1), 0–6, 1–6, 1–6 |